# Parc de la Moutonnerie
Le parc de la Moutonnerie est un jardin paysager de la ville de Nantes. 

## Situation et accès
Il est situé non loin de la gare SNCF, au cœur du quartier Malakoff - Saint-Donatien.

## Historique
Le parc, initialement axé autour du thème des jeux de société, est ouvert en 1997, sur une zone inondable autrefois traversé par le ruisseau du « Gué Robert ». Des jardins familiaux y sont adjoints.

## Description
Ouvert au public il est d'une superficie de 1,57 ha. 

## Le parc de la Moutonnerie dans la culture
Le parc apparaît à de nombreuses reprises dans le livre enquête La Moindre des choses publié en 2014.

## Sources
- Noël Guillet, Doulon : De l'indépendance à l'annexion - Cent ans de vie municipale, Nantes, Association Doulon-histoire, 2000, 194 p. (ISBN 2-908289-19-9)